# アメリカ州

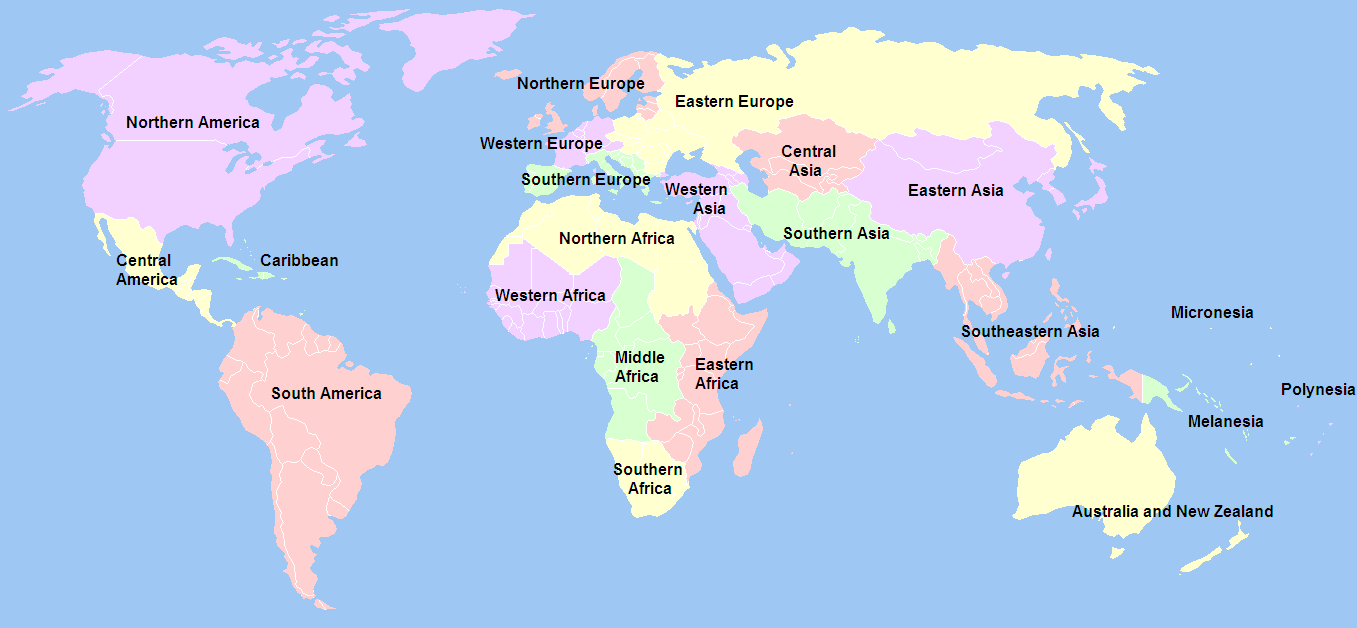
国連による世界地理区分

アメリカ州（アメリカしゅう、英: Americas）は、北アメリカと南アメリカの総体からなる陸地を指す。漢字表記は亜米利加であり大州の一つとして米州（米洲、べいしゅう）、アメリカ大陸とも呼ぶ。省略する場合は米の一字を用いる。

## 命名の由来
クリストファー・コロンブスのアメリカ海域到達を知ったアメリゴ・ヴェスプッチは、1499年から1502年にかけての南米探検で南緯50度まで沿岸を南下した。
これを受けて、この土地がコロンブスの言うようなインドやアジアではなく新大陸であると確信したヴァルトゼーミュラーは、1507年にフランスで出版したラテン語の書『宇宙誌入門』 (Cosmographiae Introductio) の解説文中で、この新大陸を、「発見」者であるアメリゴ・ヴェスプッチの名前よりアメリゲ (Amerige) 、あるいはラテン語名アメリクス・ウェスプキウス (Americus Vespucius) より、ヨーロッパ (Europa, エウローパ)、アフリカ (Africa, アーフリカ)、アジア (Asia, アーシア) と同様の女性形であるアメリカ (America) と呼ぶべきだと提唱した。なお、スペインおよびその植民地ではアメリカという呼称は用いられず、新大陸はインディアスとして知られていた。
他にも、ジョン・カボットの航海の投資者であり、彼に沿岸地域の地図の作成を命じたリチャード・アメリク (Richard Amerik) の姓から採ったという異説も存在する。

## アメリカ州の地域区分

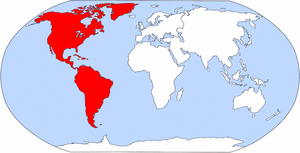
世界地図上のアメリカ州

- 南アメリカ - パナマを除く[注釈 2]南アメリカ大陸と周辺の島嶼・海域の総称。
- 北アメリカ - パナマを含む[注釈 2]北アメリカ大陸と周辺の島嶼・海域の総称。
  - カリブ海地域 (Caribbean) - 国連による世界地理区分[2]ではベネズエラ領を除くアンティル諸島とバハマ諸島の総称。西インド諸島の大部分を占める。バハマ諸島を含まない場合、カリブ海沿岸の大陸側の一部の国を含む場合などもある。
  - 中央アメリカ - 北アメリカのうち、地理的にはテワンテペク地峡からパナマ地峡までの地域。国と地域の区分ではベリーズ・グアテマラからパナマまで[注釈 2]の7か国とすることが多いが、国連による世界地理区分ではメキシコも含む。さらに前述のカリブ海地域も含むことがある。
  - 北部アメリカ (Northern America) - 国連による世界地理区分[2]ではアメリカ合衆国、カナダ、グリーンランド、サンピエール島・ミクロン島、バミューダの総称。
- ラテンアメリカ - メキシコ以南のスペイン語圏とポルトガル語圏の各国、場合によってはフランス語圏を含む国と地域の総称。英語圏やオランダ語圏を含むメキシコ以南の全体を総称することもあり、この場合は日本語の中南米の範囲と一致する[注釈 3]。
  - イベロアメリカ - 狭義のラテンアメリカ、すなわちスペイン語圏とポルトガル語圏の各国。イベリア半島の国や地域を含む場合もある。
- アングロアメリカ - 一般的にはアメリカ合衆国とカナダ。フランス語だけを公用語とするカナダのケベック州を除外する場合、英語圏のほかの国や地域を含む場合もある。

## 都市
アメリカ州域内の人口100万人以上（2018年1月1日現在）の都市。
| 都市名                         | 人口（人） | 国             | 地域       | アクセス                                                                |
| ------------------------------ | ---------- | -------------- | ---------- | ----------------------------------------------------------------------- |
| メキシコシティ                 | 22,600,000 | メキシコ       | 北アメリカ | メキシコ・シティ国際空港                                                |
| ニューヨーク                   | 22,200,000 | アメリカ合衆国 | 北アメリカ | ジョン・F・ケネディ国際空港                                             |
| サンパウロ                     | 22,100,000 | ブラジル       | 南アメリカ | グアルーリョス国際空港                                                  |
| ロサンゼルス                   | 17,700,000 | アメリカ合衆国 | 北アメリカ | ロサンゼルス国際空港                                                    |
| ブエノスアイレス               | 16,100,000 | アルゼンチン   | 南アメリカ | エセイサ国際空港                                                        |
| リオデジャネイロ               | 12,800,000 | ブラジル       | 南アメリカ | アントニオ・カルロス・ジョビン国際空港                                  |
| リマ                           | 10,300,000 | ペルー         | 南アメリカ | ホルヘ・チャベス国際空港                                                |
| シカゴ                         | 9,750,000  | アメリカ合衆国 | 北アメリカ | シカゴ・オヘア国際空港                                                  |
| ボゴタ                         | 9,650,000  | コロンビア     | 南アメリカ | エルドラド国際空港                                                      |
| ワシントンD.C                  | 8,500,000  | アメリカ合衆国 | 北アメリカ | ロナルド・レーガン・ワシントン・ナショナル空港                          |
| サンフランシスコ               | 7,800,000  | アメリカ合衆国 | 北アメリカ | サンフランシスコ国際空港                                                |
| ボストン                       | 7,600,000  | アメリカ合衆国 | 北アメリカ | ジェネラル・エドワード・ローレンス・ローガン国際空港                    |
| フィラデルフィア               | 7,350,000  | アメリカ合衆国 | 北アメリカ | フィラデルフィア国際空港                                                |
| トロント                       | 7,300,000  | カナダ         | 北アメリカ | トロント・ピアソン国際空港                                              |
| サンティアゴ                   | 7,050,000  | チリ           | 南アメリカ | アルトゥーロ・メリノ・ベニテス国際空港                                  |
| ダラス                         | 6,900,000  | アメリカ合衆国 | 北アメリカ | ダラス・フォートワース国際空港                                          |
| ヒューストン                   | 6,500,000  | アメリカ合衆国 | 北アメリカ | ジョージ・ブッシュ・インターコンチネンタル空港                          |
| マイアミ                       | 6,250,000  | アメリカ合衆国 | 北アメリカ | マイアミ国際空港                                                        |
| アトランタ                     | 5,700,000  | アメリカ合衆国 | 北アメリカ | ハーツフィールド・ジャクソン・アトランタ国際空港                        |
| デトロイト                     | 5,700,000  | アメリカ合衆国 | 北アメリカ | デトロイト・メトロポリタン・ウェイン・カウンティ空港                    |
| グアダラハラ                   | 5,150,000  | メキシコ       | 北アメリカ | ドン・ミゲル・イダルゴ・イ・コスティージャ国際空港                      |
| ベロオリゾンテ                 | 5,000,000  | ブラジル       | 南アメリカ | タンクレド・ネヴェス国際空港                                            |
| モンテレイ                     | 4,825,000  | メキシコ       | 北アメリカ | モンテレイ国際空港                                                      |
| フェニックス                   | 4,500,000  | アメリカ合衆国 | 北アメリカ | フェニックス・スカイハーバー国際空港                                    |
| シアトル                       | 4,275,000  | アメリカ合衆国 | 北アメリカ | シアトル・タコマ国際空港                                                |
| モントリオール                 | 4,200,000  | カナダ         | 北アメリカ | モントリオール・ピエール・エリオット・トルドー国際空港                  |
| タンパ                         | 4,200,000  | アメリカ合衆国 | 北アメリカ | タンパ国際空港                                                          |
| ポルト・アレグレ               | 4,100,000  | ブラジル       | 南アメリカ | サルガド・フィーリョ国際空港                                            |
| ブラジリア                     | 3,975,000  | ブラジル       | 南アメリカ | プレジデント・ジュセリノ・クビシェッキ国際空港                          |
| メデジン                       | 3,900,000  | コロンビア     | 南アメリカ | ホセ・マリア・コルドバ国際空港                                          |
| サントドミンゴ                 | 3,825,000  | ドミニカ共和国 | 北アメリカ | ラス・アメリカス国際空港                                                |
| レシフェ                       | 3,800,000  | ブラジル       | 南アメリカ | レシフェ/グアララペス・ジルベルト・フレイレ国際空港                     |
| カラカス                       | 3,750,000  | ベネズエラ     | 南アメリカ | シモン・ボリバル国際空港                                                |
| サルヴァドール                 | 3,700,000  | ブラジル       | 南アメリカ | ディユタード・ルイス・エドワルド・マガリャエス国際空港                  |
| デンバー                       | 3,650,000  | アメリカ合衆国 | 北アメリカ | デンバー国際空港                                                        |
| フォルタレザ                   | 3,650,000  | ブラジル       | 南アメリカ | ピント・マルチンス国際空港                                              |
| クリチバ                       | 3,350,000  | ブラジル       | 南アメリカ | アフォンソ・ペーナ国際空港                                              |
| サンディエゴ                   | 3,325,000  | アメリカ合衆国 | 北アメリカ | サンディエゴ国際空港                                                    |
| オーランド                     | 3,275,000  | アメリカ合衆国 | 北アメリカ | オーランド国際空港                                                      |
| カンピーナス                   | 3,125,000  | ブラジル       | 南アメリカ | ヴィラコッポス国際空港                                                  |
| グアテマラシティ               | 3,100,000  | グアテマラ     | 北アメリカ | ラ・アウロラ国際空港                                                    |
| ミネアポリス                   | 3,100,000  | アメリカ合衆国 | 北アメリカ | ミネアポリス・セントポール国際空港                                      |
| グアヤキル                     | 3,075,000  | エクアドル     | 南アメリカ | ホセ・ホアキン・デ・オルメード国際空港                                  |
| プエブラ                       | 3,075,000  | メキシコ       | 北アメリカ | プエブラ国際空港                                                        |
| クリーブランド                 | 3,050,000  | アメリカ合衆国 | 北アメリカ | クリーブランド・ホプキンス国際空港                                      |
| ポルトープランス               | 3,050,000  | ハイチ         | 北アメリカ | ポルトープランス国際空港                                                |
| サンティアゴ・デ・カリ         | 3,000,000  | コロンビア     | 南アメリカ | アルフォンソ・ボニーラ・アラゴン国際空港                                |
| シンシナティ                   | 2,750,000  | アメリカ合衆国 | 北アメリカ | シンシナティ・ノーザンケンタッキー国際空港                              |
| バンクーバー                   | 2,725,000  | カナダ         | 北アメリカ | バンクーバー国際空港                                                    |
| キト                           | 2,625,000  | エクアドル     | 南アメリカ | マリスカル・スクレ国際空港                                              |
| マラカイボ                     | 2,575,000  | ベネズエラ     | 南アメリカ | ラ・チニタ国際空港                                                      |
| シャーロット                   | 2,375,000  | アメリカ合衆国 | 北アメリカ | シャーロット・ダグラス国際空港                                          |
| ポートランド                   | 2,375,000  | アメリカ合衆国 | 北アメリカ | ポートランド国際空港                                                    |
| ソルトレイクシティ             | 2,350,000  | アメリカ合衆国 | 北アメリカ | ソルトレイクシティ国際空港                                              |
| セントルイス                   | 2,350,000  | アメリカ合衆国 | 北アメリカ | セントルイス・ランバート国際空港                                        |
| サンホセ                       | 2,325,000  | コスタリカ     | 北アメリカ | フアン・サンタマリーア国際空港                                          |
| ゴイアニア                     | 2,300,000  | ブラジル       | 南アメリカ | サンタ・ジェノベバ空港                                                  |
| アスンシオン                   | 2,275,000  | パラグアイ     | 南アメリカ | シルビオ・ペッティロッシ国際空港                                        |
| ベレン                         | 2,250,000  | ブラジル       | 南アメリカ | ヴァウ・デ・カンス国際空港                                              |
| ハバナ                         | 2,225,000  | キューバ       | 北アメリカ | ホセ・マルティ国際空港                                                  |
| トルーカ                       | 2,225,000  | メキシコ       | 北アメリカ | トルーカ国際空港                                                        |
| ラスベガス                     | 2,200,000  | アメリカ合衆国 | 北アメリカ | マッカラン国際空港                                                      |
| マナウス                       | 2,150,000  | ブラジル       | 南アメリカ | エドワルド・ゴメス国際空港                                              |
| サンアントニオ                 | 2,150,000  | アメリカ合衆国 | 北アメリカ | サンアントニオ国際空港                                                  |
| バランキージャ                 | 2,050,000  | コロンビア     | 南アメリカ | エルネスト・コルティソス国際空港                                        |
| ピッツバーグ                   | 2,050,000  | アメリカ合衆国 | 北アメリカ | ピッツバーグ国際空港                                                    |
| サクラメント                   | 2,050,000  | アメリカ合衆国 | 北アメリカ | サクラメント国際空港                                                    |
| サンフアン                     | 2,050,000  | プエルトリコ   | 北アメリカ | ルイス・ムニョス・マリン国際空港                                        |
| ラパス                         | 2,025,000  | ボリビア       | 南アメリカ | エル・アルト国際空港                                                    |
| サンタ・クルス・デ・ラ・シエラ | 2,000,000  | ボリビア       | 南アメリカ | ビルビル国際空港                                                        |
| バレンシア                     | 1,990,000  | ベネズエラ     | 南アメリカ | アルトゥーロ・ミチェレナ国際空港                                        |
| インディアナポリス             | 1,950,000  | アメリカ合衆国 | 北アメリカ | インディアナポリス国際空港                                              |
| カンザスシティ                 | 1,950,000  | アメリカ合衆国 | 北アメリカ | カンザスシティ国際空港                                                  |
| ティフアナ                     | 1,920,000  | メキシコ       | 北アメリカ | ヘネラル・アベラルド・L・ロドリゲス国際空港                             |
| レオン                         | 1,870,000  | メキシコ       | 北アメリカ | グアナフアト国際空港                                                    |
| オースティン                   | 1,860,000  | アメリカ合衆国 | 北アメリカ | オースティン・バーグストロム国際空港                                    |
| モンテビデオ                   | 1,840,000  | ウルグアイ     | 南アメリカ | カラスコ国際空港                                                        |
| サンサルバドル                 | 1,840,000  | エルサルバドル | 北アメリカ | エルサルバドル国際空港                                                  |
| ヴィトーリア                   | 1,840,000  | ブラジル       | 南アメリカ | エウリコ・デ・アドニアス・サーレス空港                                  |
| サントス                       | 1,710,000  | ブラジル       | 南アメリカ | サンパウロからバス、鉄道                                                |
| コロンバス                     | 1,700,000  | アメリカ合衆国 | 北アメリカ | ポート・コロンバス国際空港                                              |
| ハートフォード                 | 1,690,000  | アメリカ合衆国 | 北アメリカ | ブラッドレー国際空港                                                    |
| コルドバ                       | 1,640,000  | アルゼンチン   | 南アメリカ | インヘニエーロ・アエロナウティコ・アンブロシオ L.V.タラベージャ国際空港 |
| バージニアビーチ               | 1,620,000  | アメリカ合衆国 | 北アメリカ | ノーフォーク国際空港                                                    |
| ローリー                       | 1,590,000  | アメリカ合衆国 | 北アメリカ | ローリー・ダーラム国際空港                                              |
| ミルウォーキー                 | 1,550,000  | アメリカ合衆国 | 北アメリカ | ジェネラル・ミッチェル国際空港                                          |
| パナマ市                       | 1,530,000  | パナマ         | 北アメリカ | トクメン国際空港                                                        |
| カルガリー                     | 1,470,000  | カナダ         | 北アメリカ | カルガリー国際空港                                                      |
| シウダー・フアレス             | 1,470,000  | メキシコ       | 北アメリカ | シウダー・フアレス国際空港                                              |
| ナッシュビル                   | 1,430,000  | アメリカ合衆国 | 北アメリカ | ナッシュビル国際空港                                                    |
| サン・ルイス                   | 1,430,000  | ブラジル       | 南アメリカ | マーシャル・クーニャ・マシャド国際空港                                  |
| マラカイ                       | 1,410,000  | ベネズエラ     | 南アメリカ | マリスカル・スクレ空港                                                  |
| ナタール                       | 1,410,000  | ブラジル       | 南アメリカ | サン・ゴンサーロ・ド・アマランテ国際空港                                |
| ジャクソンビル                 | 1,390,000  | アメリカ合衆国 | 北アメリカ | ジャクソンビル国際空港                                                  |
| ケレタロ                       | 1,360,000  | メキシコ       | 北アメリカ | ケレタロ国際空港                                                        |
| バッファロー                   | 1,350,000  | アメリカ合衆国 | 北アメリカ | バッファロー・ナイアガラ国際空港                                        |
| ロサリオ                       | 1,350,000  | アルゼンチン   | 南アメリカ | ロサリオ＝イスラス・マルビナス国際空港                                  |
| エドモントン                   | 1,330,000  | カナダ         | 北アメリカ | エドモントン国際空港                                                    |
| トレオン                       | 1,330,000  | メキシコ       | 北アメリカ | トレオン国際空港                                                        |
| ハリスバーグ                   | 1,320,000  | アメリカ合衆国 | 北アメリカ | ハリスバーグ国際空港                                                    |
| マナグア                       | 1,320,000  | ニカラグア     | 北アメリカ | マナグア国際空港                                                        |
| コチャバンバ                   | 1,300,000  | ボリビア       | 南アメリカ | ホルヘ・ウィルステルマン国際空港                                        |
| マッカレン                     | 1,300,000  | アメリカ合衆国 | 北アメリカ | マッカレン・ミラー国際空港                                              |
| バルキシメト                   | 1,280,000  | ベネズエラ     | 南アメリカ | ハシント・ララ国際空港                                                  |
| ストックトン                   | 1,230,000  | アメリカ合衆国 | 北アメリカ | ストックトン・メトロポリタン空港                                        |
| オタワ                         | 1,220,000  | カナダ         | 北アメリカ | オタワ・マクドナルド・カルティエ国際空港                                |
| サン・ルイス・ポトシ           | 1,190,000  | メキシコ       | 北アメリカ | サン・ルイス・ポトシ国際空港                                            |
| メルボルン                     | 1,170,000  | アメリカ合衆国 | 北アメリカ | メルボルン国際空港                                                      |
| サン・ペドロ・スーラ           | 1,160,000  | ホンジュラス   | 北アメリカ | ラモン・ビジェダ・モラレス国際空港                                      |
| ブカラマンガ                   | 1,150,000  | コロンビア     | 南アメリカ | パロネグロ国際空港                                                      |
| メンフィス                     | 1,150,000  | アメリカ合衆国 | 北アメリカ | メンフィス国際空港                                                      |
| ジョアンペソア                 | 1,140,000  | ブラジル       | 南アメリカ | プレジデンテ・カストロ・ピント国際空港                                  |
| マセイオ                       | 1,130,000  | ブラジル       | 南アメリカ | ズンビ・ドス・パウマーレス国際空港                                      |
| オクラホマシティ               | 1,130,000  | アメリカ合衆国 | 北アメリカ | ウィル・ロジャース・ワールド空港                                        |
| テグシガルパ                   | 1,130,000  | ホンジュラス   | 北アメリカ | トンコンティン国際空港                                                  |
| アグアスカリエンテス           | 1,120,000  | メキシコ       | 北アメリカ | アグアスカリエンテス国際空港                                            |
| カルタヘナ                     | 1,110,000  | コロンビア     | 南アメリカ | ラファエル・ヌニェス国際空港                                            |
| グリーンズボロ                 | 1,110,000  | アメリカ合衆国 | 北アメリカ | ピードモント・トライアド国際空港                                        |
| メリダ                         | 1,110,000  | メキシコ       | 北アメリカ | メリダ国際空港                                                          |
| メンドーサ                     | 1,070,000  | アルゼンチン   | 南アメリカ | フランシスコ・ガブリエリ国際空港                                        |
| ケープコーラル                 | 1,060,000  | アメリカ合衆国 | 北アメリカ | サウスウエスト・フロリダ国際空港                                        |
| ルイビル                       | 1,050,000  | アメリカ合衆国 | 北アメリカ | ルイビル国際空港                                                        |
| リッチモンド                   | 1,050,000  | アメリカ合衆国 | 北アメリカ | リッチモンド国際空港                                                    |
| エルパソ                       | 1,030,000  | アメリカ合衆国 | 北アメリカ | エルパソ国際空港                                                        |
| メヒカリ                       | 1,030,000  | メキシコ       | 北アメリカ | メヒカリ国際空港                                                        |
| クエルナバカ                   | 1,020,000  | メキシコ       | 北アメリカ | クエルナバカ空港                                                        |
| テレジーナ                     | 1,020,000  | ブラジル       | 南アメリカ | テレジーナ空港                                                          |
| ニューオーリンズ               | 1,010,000  | アメリカ合衆国 | 北アメリカ | ルイ・アームストロング・ニューオーリンズ国際空港                        |
| バルパライソ                   | 1,010,000  | チリ           | 南アメリカ | サンティアゴからバス、鉄道                                              |
| ホノルル                       | 1,000,000  | アメリカ合衆国 | 北アメリカ | ダニエル・K・イノウエ国際空港                                           |
| サン・ミゲル・デ・トゥクマン   | 1,000,000  | アルゼンチン   | 南アメリカ | テニエンテ・ヘネラル・ベンハミン・マティエンソ国際空港                  |

### 世界の地域区分
- アジア太平洋 (APAC)
- ヨーロッパ、中東及びアフリカ (EMEA)